# Собор Святого Стефана (Литомержице)
Собор Святого Стефана (чеш. Katedrála svatého Štěpána) — католический кафедральный, капитульный и приходской храм в Литомержице (Устецкий край, Чехия) в архитектурном стиле барокко. Собор является кафедральным храмом диоцеза Литомержице и капитульным костёлом Кафедрального капитула святого Стефана в Литомержице. Собор также является приходским костёлом римско-католического кафедрального прихода святого Стефана в Литомержице.

## История
Собор Святого Стефана стоит на Домском холме, в средние века называвшемся горой Святого Стефана. В 1057 году на этой горе князь Спытигнев II возвёл костёл в виде романской базилики. Костёл был посвящён первому христианскому мученику святому Стефану и стал капитульным храмом основанного в том же году Литомержицкого капитула.
В XIV веке романский костёл реконструировали в готическом стиле, а в 1662—1664 году костёл был полностью разрушен и на его месте начато строительство собора в стиле барокко под руководством итальянского архитектора Доменико Орси. Возведение собора заняло 4 года. Согласно проекту, планировалось построить две башни собора, однако построили всего одну башню высотой 65 метров, на которой устроили колокольню. Башня-колокольня стоит отдельно от основного здания собора, но соединяется с ним мостом в виде арки. Строительство этой башни проходило в два этапа: в 1711—1720 годах была возведена 11-метровая башня в стиле барокко с деревянной колокольней, в 1879—1881 годы была сооружена современная башня по проекту Генриха фон Ферстеля.
В 1942 году в соборе был установлен новый орган из примерно 4000 труб, изготовленный в Дрездене в стиле рококо.

## Описание

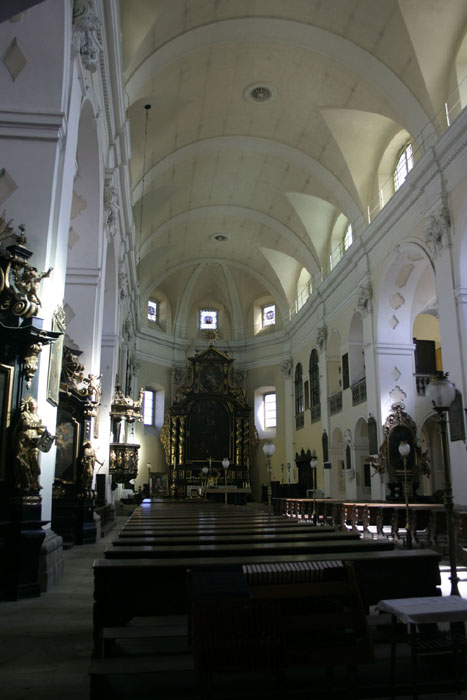
Интерьер собора.

Собор представляет из себя трехнефную базилику высотой 20,5 метров, длиной 50 метров и шириной около 22 метров. Внутри собора присутствуют боковые арки, в которых располагаются шесть часовен, по три с каждой стороны. В каждой из шести часовен находится по большому и малому алтарю. Большие с левой стороны:
- Алтарь Богоматери Скорбящей (Mater Dolorosa)
- Алтарь Ангелов-Хранителей (с картиной работы К. Шкреты)
- Алтарь Святого Вацлава (с картиной работы К. Шкреты; хранит мощи Святого Феликса, привезённые в 1676 году из Рима).

Большие с правой стороны:
- Алтарь Девы Марии Радующейся (Mater Gaudiosa, с 1692 года хранит мощи Святого Викторина)
- Алтарь Святых Петра и Павла (с картиной работы К. Шкреты)
- Алтарь Святого Войтеха (с картиной работы К. Шкреты; хранит мощи Святого Клемента, привезённые из римских катакомб).

Малые с левой стороны:
- Алтарь Божественного Сердца Иисуса
- Алтарь Святой Варвары (с картиной работы Франтишека Антонина Мюллера (1697-1753))
- Алтарь Святой Марии Магдалины (с картиной работы Йозефа Чеха (ум. 1779))

Малые с правой стороны:
- Алтарь Святого Яна Непомуцкого (с картиной 1693 года работы Криштофа Тиетзе)
- Алтарь Четырнадцати Святых Помощников (с картиной работы Франтишека Антонина Мюллера)
- Алтарь Святого Себастьяна (с картиной работы Йозефа Чеха)

Среди картин, украшающих интерьер собора, особо значимыми являются произведения XVII века работы Карела Шкреты (ум. 1674). Первый епископ Литомержицкий Максимилиан Рудольф Шлейниц (1655—1675) заказал ему пять больших картин для алтаря собора. До наших дней картины дошли в плохом состоянии. Реставрация полотна с изображением Архангела Рафаила, ведущего Товию, с алтаря Ангелов-Хранителей длилась около двух лет, и в октябре 2011 года оно было возвращено в собор. Ещё три полотна, в т.ч. картина главного алтаря, на которой изображено побивание камнями Святого Стефана, к 2011 году были отреставрированы усилиями Национальной галереи Чехии. Пятое полотно, на котором изображен Святой Войтех, по состоянию на ноябрь 2011 года находилась на реставрации.
Кафедра собора украшена резным декором, статуями святых, а также гербом первого епископа Литомержицкого.
Над главным входом в собор помещён герб первого епископа Литомержице Максимилиана Рудольфа Шлейница (1655—1675), над которым стоит статуя Святого Стефана Первомученника (1700 года создания) и герб епископа Гуго Франтишека из Кёнигсеггу (1709—1720). По сторонам у главного входа находятся статуи Святого Феликса и Святого Викторина. На территории собора находятся захоронения нескольких епископов Литомержице.